# Митрофан (Симашкевич)
Митрофан (в миру Митрофан Васильевич Симашкевич; 23 ноября 1845, село Голодьки, Литинский уезд, Подольская губерния — 28 июля 1933, Новочеркасск) — деятель григорианского раскола с титулом «митрополит Новочеркасский и Северо-Кавказский», до 1926 года — епископ Русской православной церкви, митрополит Донской и Новочеркасский. Духовный писатель, магистр богословия.

## Биография
Родился 23 ноября 1845 года в селе Голодьки Литинского уезда Подольской губернии (ныне Хмельницкий район Винницкой области) в семье священника. В 1867 году окончил Подольскую духовную семинарию. В 1871 году окончил Санкт-Петербургскую духовную академию со степенью кандидата богословия.
21 октября того же года назначен преподавателем Подольской семинарии по Истории Русской Церкви и французского языка.
15 октября 1875 года утверждён в учёной степени магистра богословия.
Обвенчан с Иулиттой Ивановной (сын Иулиан).
15 февраля 1877 года назначен ректором Подольской духовной семинарии.
25 февраля того же года рукоположён в сан иерея, а 6 марта того же года возведён в сан протоиерея с возложением набедренника.
С 29 февраля 1879 по 18 октября 1884 года являлся цензором неофициальной части журнала «Подольские епархиальные ведомости».
18 октября 1884 года назначен ректором Донской духовной семинарии. председатель Иоанно-Богословского общества при ней, член-корреспондент Церковно-археологического общества при Казанской духовной академии, член Русского географического общества и Киевского юридического общества при Университете св. Владимира (1884), член Донского комитета Православного миссионерского общества (1886), член совета Аксайско-Богородичного братства (1887), цензор проповедей в кафедральном соборе (1895), председатель Донского епархиального училищного совета (1897), пожизненный действительный член Императорского православного миссионерского общества (1899).
В 1900 году овдовел. 5 августа 1904 года принял монашество с оставлением прежнего имени. 6 августа того же года был возведён в сан архимандрита.
25 ноября 1905 года определён епископом Чебоксарским, вторым викарием Казанской епархии.
29 января 1906 года состоялась его хиротония во епископа Чебоксарского, викария Казанской епархии. Хиротонию совершали: архиепископ Казанский и Свияжский Димитрий (Самбикин), епископ Симбирский и Сызранский Гурий (Буртасовский), епископ Нижегородский и Арзамасский Назарий (Кириллов) и епископ Чистопольский Алексий (Дородницын).
25 июля 1907 года назначен епископом Пензенским и Саранским.
16 августа того же годы прибыл в Пензу, а 22 октября отбыл в Петербург — ходатайствовать о возобновлении занятий в Пензенской духовной семинарии, закрытой из-за беспорядков. 6 ноября он вновь вернулся он в Пензу, но 3 января 1908 года опять отправился в столицу — для участия в заседаниях Святейшего Синода, решившего увеличить состав присутствующих на 7-10 архиереев, в число которых попал и епископ Митрофан. Принимал участие он и в заседаниях Святейшего Синода во время весенней сессии, в апреле — мае 1908 года. Находясь в 1908 году Петербурге, напечатал в синодальной типографии составленный им «Акафист иже во святых отцу нашему Симеону, епископу Владимирскому и Суздальскому, Печерскому Чудотворцу». В связи с частыми отлучками епископа Митрофана за пределы своей епархии, главным источником информации о ней на первых порах ему служили годовые отчёты предыдущего епископа Тихона и благочинных.
К тому времени в среде деревенских жителей усиливались страсть к азартным играм, пьянство, драки, увеличилось число разводов. Усилению этих пороков способствовала и русская революция 1905—1907 годов. Для улучшения внутрисемейных отношений епископ Митрофан распорядился создавать «церковные собрания, на которых пастыри церкви благовременно и с должною убедительностью раскроют пред прихожанами язвы, разъедающие доселе здоровый организм семьи, общества и государства, в надежде общими силами достигнуть улучшения семейной и частной жизни деревни».
Алкоголизации сильно способствовала учрежденная С. Ю. Витте для пополнения казны государственная монополия на торговлю спиртными напитками. Повсеместно распространилась продажа вина на вынос, пьянство стало распространяться среди женщин, и даже детей. Ответом Церкви на это стало создание в Пензенской епархии благодаря настойчивости епископа Митрофана обществ трезвости: за вторую половину 1907 года открылось 5 обществ трезвости, в 1908 году — 12, в 1909-м — 26, в 1910-м — 32, в 1911 году их уже было 313, в 1914 году открылось ещё 245 обществ, и к 1913 году их стало 558. К началу 1914 года обществ трезвости в Пензенской епархии стало 595, а всех трезвенников — 21238. Кроме того 25 сентября 1911 года епископ Митрофан учредил в Пензе епархиальное общество трезвости, открывшее с 1912 года народные чтения религиозно-нравственного и противоалкогольного содержания, которые проходили по воскресным дням в Пензерской духовной семинарии, Петропавловском церковноприходском и Первом городском начальном училищах. С особой торжественностью отмечались Всероссийские праздники трезвости, первый из которых состоялся в Пензе 28 апреля 1913 года.
Указ Об укреплении начал веротерпимости активизации различных инославных конфессий и сект. Согласно определению Святейшего Синода от 20-28 мая 1908 года епископ Митрофан обязал заниматься обличением раскола и сектантства всех пастырей епархии. Было признано целесообразным создавать в сёлах, где проживали раскольники и сектанты, миссионерские кружки. Сначала их было 3, в 1910 году — уже 5. Для подготовки миссионеров были учреждены миссионерские курсы.
Летом 1910 года, когда в пределах епархии распространилась эпидемия холеры, отдал распоряжения настоятельницам Нижнеломовского Успенского, Мокшанского Казанского и Краснослободского Александро-Невского женских монастырей незамедлительно направить своих насельниц в сёла для ухода за больными.
По инициативе епископа Митрофана был произведён сбор средств и построено в Пензе трёхэтажное здание для Тихоновского духовного мужского училища.
С 1910 года — почётный член Петербургской духовной академии.
6 мая 1914 года «во внимание к примерно-ревностному и отлично-полезному служению в священном сане» был удостоен сана архиепископа.
Награждён наперсным крестом (1886), палицей (1899), орденами св. Анны III (1889) и II (1893) степени, св. Владимира IV (1896) и III (1903) степени.
10 января 1915 года назначен архиепископом Донским и Новочеркасским, прежний архиепископ Донской и Новочеркасский Владимир занял Пензенскую кафедру. Совершая 25 января в кафедральном соборе свою последнюю в Пензе литургию, произнес: «Жаль мне паству пензенскую. Жаль мне её, как первенца моего самостоятельного архиерейского управления. Любил я её, — и эту любовь к ней уношу с собою». Через три дня он навсегда покинул Пензу.
Член Священного Собора 1917—1918 годов в Москве, участвовал в 1-й сессии, председатель XXI, член VII, VIII, XIII отделов.
В 1918 году ко дню Св. Пасхи награждён бриллиантовым крестом на клобук.
7 апреля 1919 года возведён в сан митрополита.
19-24 мая 1919 года участвовал в работе Ставропольского церковного Собора. Определением от 22 мая 1919 года было учреждено Временное Высшее Церковное Управление на Юго-Востоке России, председателем которого был избран архиепископ Митрофан. Принятое Собором обращение к всероссийской пастве выражало позицию осуждения большевизма и прямой поддержки Белого движения.
С уходом белых войск не покинул епархию и укрылся в Старочеркасском монастыре и вскоре вернулся в Новочеркасск.
В июне 1922 года в Новочеркасск был направлен уклонившийся в обновленчество епископ Мелхиседек (Николаев) с целью насаждения обновленчества в Донской епархии. Архиепископ Митрофан при этом покинул Новочеркасск, удалившись в Старочеркасский Ефремовский женский монастырь без какой-либо официальной передачи власти, оставив управление епархией на своего викария, епископа Аксайского Митрофана (Гринева). Часть новочеркасского духовенства, поддержавшая архиепископа Мелхиседека, создала в связи с самоустранением архиепископа Митрофана епархиальный обновленческий комитет под председательством протоиерея Дмитриева, в составе протоиерея Фомина, священника Шапошникова и двух мирян. Фактически архиепископ Митрофан уступил им дорогу, не желая стать во главе сопротивления. Приходское духовенство области, за исключением городского, было введено в заблуждение, полагая, что епархиальная власть была официально передана обновленческому исполнительному комитету и обновленческому архиепископу Мелхиседеку.
Однако к осени 1923 года архиепископ Митрофан вновь возвращается из «затвора». 5 октября года в Новочеркасске в сослужении с епископом Иннокентий (Летяевым) он совершил хиротонию Захарии (Лобова) во епископа Нижнечирского. Последующая активная деятельность викарного епископа при молчаливой поддержке правящего архиерея и явно «ведомая» позиция последнего, описанная в письмах епископа Захарии к священнику П. Фалевичу, позволяют высказать предположение, что митрополит Митрофан вернулся к архипастырской деятельности по настоянию епископа Захарии.
В 1923 году был арестован и сослан в Нарымский край, вернулся в епархию в начале 1925 года. Епархией, по-видимому, управляли Аксайские епископы Митрофан (Гринёв), затем Захария (Лобов).

### В григорианстве
22 декабря 1925 года в Москве был образован претендовавший на роль высшей церковной власти Временный высший церковного совет под председательством архиепископа Григория (Яцковского). 11 января 1926 года под председательством митрополита Митрофана состоялось собрание духовенства и мирян Каменского, Ермаковского и Митякинского благочиний Донской епархии. Ознакомившись с интервью архиепископа Григория (Яцковского) в газете «Известия ЦИК» и заслушав доклад епископа Каменского Иннокентия (Бусыгина), собрание постановило признать ВВЦС законным органом высшего церковного управления. Также было решено ходатайствовать о переносе Каменского викариального церковного управления из Новочеркасска в Каменск.
18 ноября 1927 года избран членом пленума ВВЦС (Малого собора епископов).
В декабре 1928 года назначен митрополитом Новочеркасским и Северо-Кавказским, управляющим Северо-Кавказской церковной областью ВВЦС.
17 апреля 1932 года возглавил хиротонию своего сына Юлиана Симашкевича в викарного епископа Донского.
Скончался 28 июля 1933 года в Новочеркасске, не примирённым с Православной Церковью. Похоронен на городском кладбище. 24 ноября 2004 года его останки были торжественно перенесены в ограду Михайло-Архангельской церкви Новочеркасска.

## Сочинения
- «Историко-статистическое описание заштатного города Хмельника, Подольской губернии, Литинского уезда». «Подольские Епархиальные Ведомости», 1869, № 10-13, «Вест. Зап. Рос.» 1870.
- Кое-что из жизни преосвященного Иоанникия, первого архиепископа Подольского // Подольские ЕВ. 1870. № 16;
- Римское католичество и его иерархия в Подолии. Каменец-Подольск, 1872;
- Подольский архиерейский дом // Подольские ЕВ. 1874. № 2-5;
- Историко-статистическое описание прихода и церкви в Погапинец // Труды Комитета для историко-статистического описания Подольской еп. Вып. 1;
- Пророчество Наума о Ниневии. СПб., 1875;
- Историко-географический очерк Подолии. Вып. 1-2. Каменец-Подольск, 1875—1876;
- Слово в день св. апостола и евангелиста Иоанна Богослова // Подольские ЕВ. 1877. № 20;
- Слово в день столетней годовщины со дня рождения в Бозе почивающего Императора Александра I // Подольские ЕВ. 1878. № 2;
- Черченская пещера // Вестник Западной России. 1879.
- Слова и речи // Подольские ЕВ. 1879. № 5, 18; 1880. № 16/17;
- «Об открытии Подольского семинарского Свято-Иоанновского Братства». «Подольские Епархиальные Ведомости», 1881, № 27.
- «Историческая заметка об одном из древнейших обычаев при погребении». «Подольские Епархиальные Ведомости», 1881, № 32.
- «По поводу вновь возникающего женского обычая стричь волосы». Историко-этнографические заметки. «Подольские Епархиальные Ведомости», 1881, № 32.
- «Яков-Иосиф Лейбович Франк». «Подольские Епархиальные Ведомости», 1881, № 33.
- «По поводу нового обвинения евреев в употреблении христианской крови». «Подольские Епархиальные Ведомости», 1881, № 34, 35, 37.
- «К вопросу об улучшении материального быта Подольского духовенства». «Подольские Епархиальные Ведомости», 1881, № 40, 41.
- «Рахманьский великдень и его происхождение». «Подольский листок», 1881, № 41.
- «Обычай сжигать „Дидуха“». «Подольский листок», 1881, № 46.
- «Несколько заметок для будущего епархиального съезда Подольского духовенства». «Подольские Епархиальные Ведомости», 1881, № 51-52.
- Слова в дни восшествия на престол и тезоименитства Государя Императора Александра Александровича; Речь пред выносом тела преосвященного Викторина // Подольские Епархиальные Ведомости. 1882. С. 12, 36-37;
- «Заметка о христианском обычае носить кресты на персях». «Подольские Епархиальные Ведомости», 1883, № 29.
- «Заметка об одном из местных религиозных обычаев». «Подольские Епархиальные Ведомости», 1883, № 31.
- "Об иконостасной иконе, именуемой «Деисус». «Подольские Епархиальные Ведомости», 1883, № 33.
- «Местный религиозный обычай — „лежать крыжем“ с замечаниями о некоторых других обычаях». «Подольские Епархиальные Ведомости», 1883, № 34, 35, 37.
- «Поверие о понедельнике». «Подольские Епархиальные Ведомости», 1883, № 40.
- «Анафема и разрешение от неё по чинопоследованиям униатской церкви». «Подольские Епархиальные Ведомости», 1883, № 41, 42.
- «Заметка о разнообразии и изысканности пасхальных яств». «Подольские Епархиальные Ведомости», 1884, № 14.
- "Местный народный праздник «Рахманьский великдень». «Подольские Епархиальные Ведомости», 1884, № 18, 19, 22.
- "Местный народный праздник, именуемый «Розгри». «Подольские Епархиальные Ведомости», 1884, № 23, 24.
- «Местный религиозный обычай на второй день Рождества Христова». «Подольские Епархиальные Ведомости», 1884, № 25.
- «Обычай жертвовать к чудотворным иконам, так называемые „вотумы“ и офирки». «Подольские Епархиальные Ведомости», 1884, № 33.
- «Высокопреосвященный Леонтий, архп. Холмский и Варшавский». Библиографическая заметка о сочинении свящ. Н. Стрешкевича. «Подольские Епархиальные Ведомости», 1884, № 42.
- «Одно из народных поверий о святителе Николае, Марликийском Чудотворце». «Подольские Епархиальные Ведомости», 1884, № 49.
- «Указатель историко-археологических достопримечательностей Подолии». Каменец-Подольск, 1884.
- «Исторические сведения о крестном знамении». «Подольские Епархиальные Ведомости», 1883, № 46, 47, «Донские Епархиальные Ведомости», 1885.
- Указатель историко-археологических достопримечательностей Подолии. Каменец-Подольск, 1884.
- «О некоторых местных особенностях в церковных обычаях и обрядах при погребении и поминовении усопших». «Подольские Епархиальные Ведомости», 1886, № 7.
- «Одно из древнейших народных поверий». «Подольские Епархиальные Ведомости», 1886, № 7.
- «Много статей помещено в „Подольском Листке“ под псевдонимом»
- «К вопросу об обычаях гадать на книгах Священного Писания». «Подольские Епархиальные Ведомости», 1890, № 22, «Донские Епархиальные Ведомости», 1890, № 6, «Воскр. день», 1890, № 16.
- «Акафист иже во святых Отцу нашему Симону, епископу Владимирскому и Суздальскому, Печерскому чудотворцу». Москва, 1892.
- «Крестный путь старца-архиепископа» // «Прибавление к „Церковным Ведомосям“», 1918, № 17, 18, с. 587.